# Dometia Ioannou
Dometia Ioannou (griechisch Δομέτια Ιωάννου; * 25. November 1986) ist eine zypriotische Badmintonspielerin.

## Karriere
Dometia Ioannou siegte 2003, 2004 und 2005 bei den Juniorenmeisterschaften in Zypern. 2004, 2005, 2006, 2007 und 2010 wurde sie nationale Titelträgerin bei den Erwachsenen.

## Sportliche Erfolge
| Saison | Veranstaltung                              | Disziplin   | Platz | Name                                        |
| ------ | ------------------------------------------ | ----------- | ----- | ------------------------------------------- |
| 2003   | Zypern: Einzelmeisterschaften der Junioren | Damendoppel | 1     | Maria Ioannou / Dometia Ioannou             |
| 2004   | Zypern: Einzelmeisterschaften der Junioren | Damendoppel | 1     | Maria Ioannou / Dometia Ioannou             |
| 2004   | Zypern: Einzelmeisterschaften              | Mixed       | 1     | Constantinos Constantinou / Dometia Ioannou |
| 2004   | Zypern: Einzelmeisterschaften              | Damendoppel | 1     | Maria Ioannou / Dometia Ioannou             |
| 2005   | Zypern: Einzelmeisterschaften der Junioren | Mixed       | 1     | Savvas Hadjiyiangou / Dometia Ioannou       |
| 2005   | Zypern: Einzelmeisterschaften der Junioren | Dameneinzel | 1     | Dometia Ioannou                             |
| 2005   | Zypern: Einzelmeisterschaften der Junioren | Damendoppel | 1     | Dometia Ioannou / Linda Michael             |
| 2005   | Zypern: Einzelmeisterschaften              | Dameneinzel | 1     | Dometia Ioannou                             |
| 2005   | Zypern: Einzelmeisterschaften              | Damendoppel | 1     | Maria Ioannou / Dometia Ioannou             |
| 2006   | Zypern: Einzelmeisterschaften              | Dameneinzel | 1     | Dometia Ioannou                             |
| 2006   | Zypern: Einzelmeisterschaften              | Damendoppel | 1     | Maria Ioannou / Dometia Ioannou             |
| 2007   | Zypern: Einzelmeisterschaften              | Mixed       | 1     | Vasilis Vasou / Dometia Ioannou             |
| 2008   | Zypern: Einzelmeisterschaften              | Mixed       | 1     | Vasilis Vasou / Dometia Ioannou             |
| 2010   | Zypern: Einzelmeisterschaften              | Damendoppel | 1     | Dometia Ioannou / Stella Knekna             |